# Turkish Masters
O Masters da Turquia ou Turkish Masters é um torneio profissional de snooker, válido para o ranking, que acontece desde 2022 em Antália, na Turquia.

## História
Em 11 de maio de 2021, a World Snooker Tour (WST) anunciou a chegada do Masters da Turquia (Turkish Masters) ao circuito profissional, depois de ter assinado um contrato de quatro anos com a Federação Turca de Bilhar (Turkish Billiards Federation) e a Big Break Promotions. No entanto, em 11 de agosto de 2021, a WST comunica o adiamento do torneio que aconteceria  de 27 de setembro a 3 de outubro de 2021 para março de 2022 (a qualificação para o torneio também foram adiadas para 2022) devido a restrições de viagens do Reino Unido para a Turquia e devido a os numerosos incêndios florestais graves no território turco.
A primeira edição foi vencida pelo inglês Judd Trump, que derrotou o compatriota Matthew Selt por 10–4 na final, além do título, Trump anotou o primeiro break máximo (break de 147 pontos) da história da competição e o sexto 147 de sua carreira.

## Regulamento
Todas as partidas até as quartas de final, inclusive, serão no melhor de nove frames, com as semifinais no melhor de 11 e a final no melhor de 17.
| Fase                        | Sistema de disputa  |
| --------------------------- | ------------------- |
| Rodada de Qualificação      | Melhor de 9 frames  |
| Rodada 1 – Quartas de final | Melhor de 9 frames  |
| Semifinal                   | Melhor de 11 frames |
| Final                       | Melhor de 17 frames |

## Premiação
A distribuição dos prêmios (prize money) para o evento é a seguinte:
| Posição                               | Prêmio                    |
| ------------------------------------- | ------------------------- |
| Campeão                               | 100 000 libras esterlinas |
| Vice-campeão                          | 45 000 libras esterlinas  |
| 3–4 (perdedores das semifinais)       | 20 000 libras esterlinas  |
| 5–8 (perdedores das quartas de final) | 12 500 libras esterlinas  |
| 9–16 (perdedores da terceira rodada)  | 7 500 libras esterlinas   |
| 17–32 (perdedores das segunda rodada) | 5 500 libras esterlinas   |
| 33–64 (perdedores da primeira rodada) | 3 500 libras esterlinas   |
| Maior break                           | 5 000 libras esterlinas   |
| Total                                 | 500 000 libras esterlinas |

## Transmissão
| País          | Emissora/Plataforma                                             |
| ------------- | --------------------------------------------------------------- |
| Europa        | Eurosport Player                                                |
| China         | Liaoning TV, Superstar online, Kuaishou, Migu, Youku e Huya.com |
| Demais países | Matchroom Live                                                  |

## Campeões
| Ano                       | Campeão          | Vice-campeão       | Placar | Local   | Temporada | Refs. |
| Turkish Masters (ranking) |                  |                    |        |         |           |       |
| 2022                      | Judd Trump (ENG) | Matthew Selt (ENG) | 10–4   | Antália | 2021–22   | [ 4 ] |
| 2023                      |                  |                    | –      | Antália | 2022–23   |       |
| 2024                      |                  |                    | –      | Antália | 2023–24   |       |
| 2025                      |                  |                    | –      | Antália | 2024–25   |       |